# Sussanna Harutiunian
Sussanna Harutiunian   (Karchaghbyur, 15 de febrer de 1963) és una narradora armènia, membre de la Unió d'Escriptors d'Armènia (2013).

## Biografia
Susanna Harutiunian va nàixer al llogaret de Karchaghbiur de la zona de Vardenis, al Guegharkunik, Armènia, al 1963. Estudià a la Facultat de Filologia de l'Institut Pedagògic Armeni Jachatur Abovián. Treballà en el Comité de Premsa d'Armènia i en la premsa republicana. Ha publicat en la premsa literària en armeni i rus. Les seues obres s'han traduït al rus, anglés, alemany, francés, romanés, persa, kazakh, grec, georgià, ucraïnés, àzeri i àrab, i s'han publicat en les col·leccionis Creacions d'escriptors d'Armènia contemporània i El temps de viure, en Druzhba Narodov i altres revistes en llengües estrangeres.

## Premis
- Premi del fons literari "Hrant i Manushak Simonián" per la col·lecció Notícies de la vida, 2006
- Premi anual "Derenik Demirdjian" de la Unió d'Escriptors d'Armènia per la col·lecció La referència és a la tardor, 2008
- Premi "Llaura Abrahamian" per la novel·la curta Mapa sense terra ni aigües, 2010
- Premi del president de RA 2015 per la novel·la Els còrvids abans de Noah, 2016